# Owen Paul
Owen Paul (echte naam Owen Paul McGee, Glasgow, 1 mei 1962) is een Schotse zanger.
Hij bereikte met een cover van het nummer My Favourite Waste of Time zijn grootste (commerciële) succes. Daarmee bereikte hij in 1986 de zesde plaats in de Nederlandse Top 40 en de achtste plaats in de Nationale Hitparade. Het nummer werd geschreven en als eerste uitgebracht door Marshall Crenshaw. Na amper een jaar stopte Paul met optreden, naar eigen zeggen omdat hij zich niet zichzelf voelde in de muziekwereld.
McGees broer Brian was een van de originele leden van Simple Minds (als drummer).

## Discografie

### Albums
- As It Is (1986)
  1. Pleased To Meet You
  2. Somebody's Angel
  3. My Favourite Waste Of Time
  4. Sonny
  5. Just Another Day
  6. One World
  7. Only For The Young
  8. Primetime
  9. Pharaoh
  10. Bring Me Back That Spark
- About Time (2002, als Owen Paul McGee)
  1. It Could Happen
  2. All About You
  3. I Want It All
  4. Echoes In The Dark
  5. Millionaire
  6. Soon
  7. Here's Looking At You
  8. Breathe In
  9. Breathing Deep
  10. Ten Things I Didn't Do
  11. Grieving
  12. Forever Dreaming
  13. One

### NPO Radio 2 Top 2000
Van Owen Paul stond alleen My favorite waste of time in 2000 in de NPO Radio 2 Top 2000, op plek 1895.

## Trivia
- Paul was te zien in de realitysoap The Osbournes, over Ozzy Osbourne en zijn familie. Hij krijgt het hierin aan de stok met het gezin, dat vindt dat Paul - hun buurman - voor geluidsoverlast zorgt met zijn muziek.

- Bibsys: 9033919
- Gemeinsame Normdatei: 134481313
- International Standard Name Identifier: 0000 0000 5746 2995
- MusicBrainz: 05b40717-f988-4b5a-9d55-bf9f6b942a65
- Virtual International Authority File: 349149106001168490135